# Masahiro Nasukawa
Masahiro Nasukawa (那須川 将大 Nasukawa Masahiro?, nacido el 29 de diciembre de 1986 en Hokkaido) es un futbolista japonés que se desempeña como defensa en el Fujieda MYFC de la J3 League.

## Trayectoria

### Clubes
| Club                | País  | Año         |
| ------------------- | ----- | ----------- |
| Tokyo Verdy         | Japón | 2009        |
| Tochigi SC          | Japón | 2010 - 2011 |
| Tokushima Vortis    | Japón | 2012 - 2014 |
| Matsumoto Yamaga FC | Japón | 2015 - 2017 |
| Oita Trinita        | Japón | 2018        |
| Matsumoto Yamaga FC | Japón | 2019        |
| Fujieda MYFC        | Japón | 2019 -      |

## Estadística de carrera

### J. League
| Club                | Año   | J. League | J. League | Copa J. League | Copa J. League | Total | Total |
| Club                | Año   | Part.     | Goles     | Part.          | Goles          | Part. | Goles |
| ------------------- | ----- | --------- | --------- | -------------- | -------------- | ----- | ----- |
| Tokyo Verdy         | 2009  | 23        | 0         | -              | -              | 23    | 0     |
| Tochigi SC          | 2010  | 14        | 1         | -              | -              | 14    | 1     |
| Tochigi SC          | 2011  | 27        | 3         | -              | -              | 27    | 3     |
| Tokushima Vortis    | 2012  | 36        | 1         | -              | -              | 36    | 1     |
| Tokushima Vortis    | 2013  | 17        | 1         | -              | -              | 17    | 1     |
| Tokushima Vortis    | 2014  | 20        | 0         | 4              | 0              | 24    | 0     |
| Matsumoto Yamaga FC | 2015  | 2         | 0         | 3              | 0              | 5     | 0     |
| Matsumoto Yamaga FC | 2016  | 20        | 1         | -              | -              | 20    | 1     |
| Matsumoto Yamaga FC | 2017  | 6         | 0         | -              | -              | 6     | 0     |
| Total               | Total | 165       | 7         | 7              | 0              | 172   | 7     |